# Ilha da Chapada
A Ilha da Chapada é uma ilha lacustre artificial localizada no reservatório da represa de Furnas, no município de Boa Esperança, no estado de Minas Gerais, Brasil. A ilha foi originada pela inundação do terreno circundante pelas águas do reservatório da usina no período de 1961, início do enchimento do reservatório até 4 de setembro de 1963, data de início da operação da usina.
Com aproximadamente 13 quilômetros quadrados, foi a maior ilha de Minas Gerais, até a construção da Usina Hidrelétrica de Aimorés, que originou uma ilha artificial entre o canal de adução desta usina e o trecho de vazão reduzida do rio Doce em 2005.

## Dados gerais
A Ilha da Chapada localiza-se próximo ao aglomerado rural Fazenda Água Verde, a cerca de 30 quilômetros do centro de Boa Esperança. Apesar de pertencer ao território do município de Boa Esperança, a ilha fica mais próxima das cidades de Campo do Meio e Ilicínea. Todo o terreno pertence à propriedade particular denominada Fazenda Ilha da Chapada.
O acesso à ilha ocorre por meio de barco ou avião. Em épocas de estiagem, em que o nível do reservatório desce, torna-se possível o acesso por terra, pois uma porção a nordeste da ilha se liga às margens da represa de furnas próximo a Ilicínea, em um terreno encharcado, onde existem estradas. Este trecho, classificado como lâmina de água perdido, está mapeado em estudo publicado na revista Ambiente & Água em 2014.
A maior parte do território da ilha foi modificada por atividades agrossilvopastoris, mas existe área de reserva natural. As atividades econômicas existentes são voltadas para a criação de cavalos, bovinos, ovinos e o cultivo da noz de macadâmia.
Existe na ilha um aeródromo particular instalado, com pista de pouso de 1250 por 18 metros, elevação de 800 metros, em piso de concreto, entretanto o aeródromo não se encontra aberto ao tráfego aéreo.